# Fernando Carralero
Fernando Miguel Carralero García (San Fernando, 16 maggio 1986) è un ex calciatore spagnolo, di ruolo centrocampista.

## Carriera
Ha giocato nella massima serie rumena e in quella gibilterrina. Inoltre, ha giocato 7 partite di qualificazione alle coppe europee, di cui 3 per la Champions League, 2 per l'Europa League e 2 per l'Europa Conference League, tutte con il Lincoln Red Imps.

## Palmarès

### Club

#### Competizioni nazionali
- Campionato gibilterriano: 2

Lincoln Red Imps: 2020-2021, 2021-2022
- Coppa di Gibilterra: 2

Lincoln Red Imps: 2020-2021, 2021-2022